# Gefangen im Jemen
Gefangen im Jemen ist ein im Auftrag von ProSieben produzierter deutscher Fernsehfilm aus dem Jahr 1999. Die Hauptrollen spielten Heikko Deutschmann, Roman Knižka, Claudine Wilde und Peter Maffay unter der Regie von Peter Patzak. Der Film basiert auf der wahren Geschichte der Entführung von sieben deutschen Motorradfahrern durch jemenitische Kriminelle im Jahr 1997. Die Erstausstrahlung erfolgte am 12. September 1999 auf ProSieben.

## Handlung
Gefangen im Jemen sind Marc (Peter Maffay), sein streitsüchtiger Sohn Jan (Roman Knižka) und dessen Freunde Hardy (Simon Licht), Thomas (Heikko Deutschmann) und Jennifer (Claudine Wilde). Marc, der seit Jahren im Jemen lebt und das Land, die Einheimischen und die Gefahren kennt, will die jungen Leute auf einer Motorradtour durch die Wüste begleiten – und das Vertrauen seines Sohnes wiedergewinnen. Doch bewaffnete Krieger verlangen von den Touristen zunächst ein „Wegegeld“ von 1000 Dollar. Später nehmen sie die Deutschen als Geiseln und fordern von der Regierung ein Lösegeld von zehn Millionen Dollar. Während Marc in tagelanger Gefangenschaft mit den Kriegern verhandelt, sucht auch die deutsche Botschaft fieberhaft nach einer Lösung...

## Kritik
„Da sich der Film eine Serie realer Geiselnahmen in dem Land für Unterhaltungszwecke nutzbar macht, erweist sich der Aufhänger der Geschichte als ebenso fragwürdig wie die undurchdachte Entwicklung der aufgesetzten Handlung.“

## Produktionsnotizen
Die aufwändigen und strapaziösen Dreharbeiten fanden im März 1999 in der marokkanischen Wüstenstadt Erfoud statt. Da dort zeitgleich Ridley Scott seinen Sandalen-Film „Gladiator“ drehte, wurden rechtzeitig gebuchte Hotelzimmer von der Hollywood-Produktion aufgekauft. Die Konsequenz war, dass Produzent Dressler alle Zimmer eines leerstehenden Hotels komplett mit Heizöfen ausstatten musste, damit sein Team dort übernachten konnte. Die Nächte im März können in Marokko bitterkalt werden.
Wegen eines Sandsturms konnten die Teamfahrzeuge nicht zum Drehort fahren, da alle Straßen verweht waren. Dressler ließ eine 3 km lange Straße durch die Wüste bauen und der Dreh konnte weitergehen.

## Soundtrack
Der Soundtrack zum Film stammt von Tony Carey und erschien am 30. August 1999 auf CD im Handel. Die CD enthält die drei von Carey gesungenen Titel World without you, Going away und The sun got in my eyes sowie 17 instrumentale Tracks.

## Veröffentlichung
Am 25. August 2017 wurde der Film auf DVD veröffentlicht. Hersteller ist dabei der Film- und Hörspielverlag Pidax Film.